# Andreas Nicolai Dalekarlus
Andreas Nicolai Dalekarlus, även Lixandensis, född i Hjortnäs, Leksands socken, död 26 juli 1614 i Rättviks socken, var en svensk präst och riksdagsman.

## Biografi
Andreas Nicolai var son till bonden Nils Andersson som hade en del av ett skattehemman i Hjortnäs i Leksand. Andreas hade också arvedel i skattehemmanet Kerfråsen. Han var kapellan i Orsa socken, när han utsågs till kyrkoherde i Rättviks socken 1581.
Andreas deltog vid Uppsala möte och var en av mötesbeslutets undertecknare. Han var fullmäktig och undertecknare vid riksdagen 1594.
Hustrun Christina var dotter till en bergsman i Vibberboda. Barnen upptog namnet Dalekarlus. Under en period var tre av hans söner klockare, kapellan och pastor i socknen. Sonen Olaus Andreæ Dalekarlus blev hans efterträdare. Dottern Anna var gift med Petrus Erici Drivius och dottern Sara med Matthias Nicolai Tunamontus. Han blev förfader till den vittförgrenade släkten Christiernin.